# Víctor Melchor Quintana Quezada
Víctor Melchor Quintana Quezada (Santa Ana, 29 de julho de 1969) é um clérigo católico romano mexicano e bispo de Nuevo Casas Grandes.

## Vida
Víctor Melchor Quintana Quezada estudou filosofia e teologia no seminário da Arquidiocese de Chihuahua, pelo qual recebeu o sacramento da ordenação em 16 de setembro de 1996.
Após sua ordenação, trabalhou na pastoral em diversas comunidades. Após estudos adicionais, obteve a licenciatura em teologia pastoral na Pontifícia Universidade Lateranense de Roma. Foi prefeito e economista do seminário da arquidiocese. Mais recentemente, foi pároco da paróquia de Santa Maria Reina a partir de 2019.
O Papa Francisco nomeou-o Bispo de Nuevo Casas Grandes em 25 de janeiro de 2025. O Núncio Apostólico no México, Arcebispo Joseph Spiteri, consagrou-o a ordenação episcopal em 25 de março daquele ano no Colégio Francisco de Ibarra em Nuevo Casas Grandes. Os co-consagradores foram o Arcebispo de Chihuahua, Constancio Miranda Weckmann, e seu antecessor e Bispo de Culiacán, Jesús José Herrera Quiñonez.